# Большой Багруш
Большой Багруш — река в России, протекает в Кусинском районе Челябинской области. Устье реки находится в 376 км по левому берегу реки Ай. Длина реки составляет 14 км. В 3,4 км от устья по правому берегу впадает река Малый Багруш. Высота устья — 308 м над уровнем моря.
Название — из башкирского «багры» — «форель», «-ш» — словообразовательный аффикс.

## Данные водного реестра
По данным государственного водного реестра России относится к Камскому бассейновому округу, водохозяйственный участок реки — Ай от истока и до устья, речной подбассейн реки — Белая. Речной бассейн реки — Кама.
Код объекта в государственном водном реестре — 10010201012111100021672.